# 알렉산드르 랴푸노프 (수학자)
알렉산드르 미하일로비치 랴푸노프(러시아어: Алекса́ндр Миха́йлович Ляпуно́в, IPA: [ɐlʲɪkˈsandr mʲɪˈxajlovʲɪtɕ lʲɪpʊˈnof])는 러시아의 수학자이다. 동역학계의 안정성에 대해 연구하였다.

## 생애
러시아 제국의 야로슬라블에서 태어났다. 그의 형인 세르게이 랴푸노프는 피아니스트 겸 작곡가이다.

## 랴푸노프의 이름을 딴 것
- 랴푸노프 (충돌구)
- 랴푸노프 방정식
- 랴푸노프 안정성
- 랴푸노프 시간

## 같이 보기
- 랴푸노프 방정식
- 랴푸노프 안정성
- 랴푸노프 시간
- 중심 극한 정리